# Гумбейский (Нагайбакский район)
Гумбе́йский — посёлок в Нагайбакском районе Челябинской области России. Административный центр Переселенческого сельского поселения.

## География
Посёлок находится на берегу реки Гумбейка, на расстоянии 8 км к северо-западу от села Фершампенуаз, административного центра района. Ближайший населённый пункт — посёлок Переселенческий.

## История
Населённый пункт возник в 1963 году как посёлок центральной усадьбы совхоза «Гумбейский».

## Население
| 2002 | 2010 |
| ---- | ---- |
| 675  | ↘632 |

### Половой состав
По данным Всероссийской переписи, в 2010 году численность населения посёлка составляла 632 человека (292 мужчины и 340 женщин).

## Улицы
| - Лесная, - Луговая, - Набережная, - Придорожная, | - Профсоюзная, - Садовая, - Светлый переулок, - Сиреневая, | - Советская, - Строителей, - Центральная, - Школьная. |